# Kim Van Oncen
Kim Van Oncen is een Belgische actrice en presentatrice. Daarnaast is ze, samen met haar broer, uitbater van drie vestigingen van de winkelketen Delhaize.

## Media
Van Oncen maakte in 2008 haar tv-debuut als nieuwe presentatrice bij Nickelodeon en stapte na twee jaar over naar de Antwerpse zender ATV. Sinds 2019 vertolkt Van Oncen een hoofdrol in de Vlaamse fictiereeks Dertigers die wordt uitgezonden op Eén en die eind 2019 genomineerd was voor een Rose D'or. Ze speelde hierin de rol van Saartje De Smet. Na deze rol speelde Van Oncen in 2021 de rol van Kelly Vaessen in de online reeks De Wraakmoord en nog in datzelfde jaar de rol van Alissa in de fictiereeks Onder Vuur. In 2022 stond ze voor het eerst op de planken in het theaterstuk Assisen De Sterrenmoord, in de rol van getuige Lieze Peeters.  
In 2020 deed ze mee aan De Slimste Mens ter Wereld. In 2022 nam ze deel aan De Verraders op VTM. Ze won het programma samen met zanger Bart Kaël, ex-veldrijder Niels Albert en roeier Ward Lemmelijn.  
In 2023 speelde ze enkele bijrollen in televisieseries. Van januari 2023 tot februari 2024 presenteerde ze de ochtendshow Goeiemorgen, Morgen! op Radio2 samen met Peter Van de Veire. Hierna ging ze terug acteren en kreeg ze meteen een hoofdrol als Lyn Cremers in de dagelijkse fictie Thuis op de televisiezender VRT 1.

## Ondernemerschap
Samen met haar broer is Van Oncen zelfstandig uitbater van Delhaize-winkels in het Antwerpse: zij beheren de winkel in Putte-Kapellen sinds de jaren 2000 en namen in Ekeren en Kontich in januari 2024 twee verliesgevende winkels over. In januari 2025 is in Essen de bouw gestart van een nieuwe vestiging. Ze treedt hiermee in de voetsporen van haar ouders, die ook een supermarkt uitbaatten.

## Privéleven
Van Oncen heeft sinds 2012 een vaste relatie met Niels De Jonck, de oudste zoon van gezondheidscoach Sonja Kimpen. Samen hebben ze drie kinderen, een zoon (2015) en twee dochters (2016 en 2019). Hun eerste dochter uit 2016 werd stilgeboren vanwege een ernstige hartafwijking.

## Televisie en radio
| Jaar       | Titel                               | Rol                            | Medium        |
| ---------- | ----------------------------------- | ------------------------------ | ------------- |
| 2008-2010  | Nick on tour                        | Presentatrice                  | Nickelodeon   |
| 2010-2012  | Niet van gisteren                   | Presentatrice                  | ATV           |
| 2015       | Professor T.                        | Werkneemster bar               | Eén           |
| 2017       | Familie (afl. 35)                   | Gastrol Valerie                | VTM           |
| 2019       | Gert Late Night                     | Weekgast                       | VIER          |
| 2019-2022  | Dertigers                           | Hoofdrol Saartje De Smet       | Eén           |
| 2020       | Twee tot de zesde macht             | Deelnemer                      | Eén           |
| 2020       | Vrede op aarde                      | Gast                           | Eén           |
| 2020       | De Slimste Mens ter Wereld (2 afl.) | Deelnemer                      | VIER          |
| 2020       | Aftellen van 2020 naar 2021         | Presentatrice                  | Eén           |
| 2021       | De Wraakmoord                       | Hoofdrol Kelly Vaessen         | Online        |
| 2021       | De Wonderjaren                      | Gast                           | Eén           |
| 2021       | De Cooke & Verhulst Show            | Gast                           | VIER          |
| 2021       | Onder Vuur                          | Bijrol Alissa                  | Eén & Netflix |
| 2021       | Eenmaal Andermaal                   | Gast                           | VTM           |
| 2022       | De Verraders                        | Deelnemer en winnaar           | VTM           |
| 2022       | Assisen: De Sterrenmoord            | Hoofdrol Lieze Peeters         | Theater       |
| 2023       | Code van Coppens                    | Deelnemer met Loïc Van Impe    | VTM           |
| 2023       | Assisen: De balletmoord             | Bijrol Hannelore Verhoeven     | Play4         |
| 2023       | Onderhuids                          | Gastrol Kelly                  | Streamz       |
| 2023       | Goeiemorgen, Morgen!                | Co-host                        | Radio2        |
| 2023       | De Verraders: De Ronde Tafel        | Gast                           | VTM           |
| 2024       | Hidden Assets                       | Bijrol Drug Squad Commander    | Streamz       |
| 2024       | Goed Gespeeld!                      | Deelnemer                      | VRT 1         |
| 2024-heden | De Tafel van Gert                   | Tafelspringer                  | Play4         |
| 2024-heden | Thuis                               | Hoofdrol Lindsay 'Lyn' Cremers | VRT1          |
| 2024       | GameKeepers                         | Bijrol Cordelia Parmentier     | Ketnet        |
| 2025       | Mijn eerste reis                    | Gast                           | VRT1          |
| 2025       | Make Up Your Mind                   | Dragqueen 'Belle Chique'       | VTM           |
| 2025       | Kamp Jeroom                         | Deelnemer met Jani Kazaltzis   | Play4         |